# Nucléotide-ose
Un nucléotide-ose est un ose simple lié à un nucléotide. 
Par exemple, l'UDP-glucose, molécule que l'on trouve comme étape dans les réactions enzymatiques permettant la synthèse ou la dégradation du glycogène à partir du glucose.